# Heilige-Kruisverheffingskerk (Cadier en Keer)
De Heilige-Kruisverheffingskerk is een kerkgebouw met bijbehorende losstaande toren in Cadier en Keer, in de Nederlands Zuid-Limburgse gemeente Eijsden-Margraten. De kerk markeert het centrale plein en staat centraal in het oude dorp. Ze bevindt zich aan de Kerkstraat.
De losstaande toren is opgetrokken in breuksteen met een bovenbouw van mergel. In de toren is er een Mariadevotiekapel ingericht. Bij de toren bevinden zich nog enkele oude grafzerken en grafkruisen.
Het kerkgebouw zelf is een bakstenen zaalkerk met een transeptarm. Deze arm was oorspronkelijk bestemd als kinderkapel, maar wordt nu gebruikt als dagkapel.
De toren is een rijksmonument, de kerk zelf niet. De kerk is gewijd aan aan de H. Kruisverheffing.

## Geschiedenis
Mogelijk stond er hier ter plaatse in de 8e eeuw een kerkje, maar waarschijnlijker is de 9e eeuw. De kapel van Cadier stond in de eerste schriftelijke vermelding te boek als een hulpkerk van Heugem.
Uit de 12e eeuw stamt de toren. Deze is opgetrokken in breuksteen.
Het kerkgebouw had pilaren die uit de 13e eeuw stamden en als gotisch gekenmerkt werden.
In 1575 werd de kerk vergroot en kreeg het een nieuw en hoger dak. tevens werden de zijbeuken doorgetrokken tot naast de toren. Aan de binnenzijde kreeg het gebouw een tongewelf en rechte plafonds.
In 1836 werd de kerk uitgebreid met een transept en een nieuw koor.
Na de Tweede Wereldoorlog werd duidelijk dat de kerk te klein geworden was voor de parochie. In 1951 werd het gebouw onderzocht, waarbij aan het licht kwam dat de kerk erg bouwvallig was. Een deel van het gewelf stond op instorten en het dak was lek. In 1952 werd op last van deskundigen het stucwerk in het transept verwijderd en bleek de schade door boktorren zo groot dat het gebouw per direct buiten gebruik werd gesteld. De missen werden toen op het dorpsplein gehouden waarbij de kiosk als koor gebruikt werd, of werden bij slecht weer in de harmoniezaal gehouden. De pastoor kreeg voor elkaar dat het kerkgebouw van de rijksmonumentenlijst werd afgehaald. Dit maakte het mogelijk de kerk te slopen en nieuwbouw te plegen. De toren bleef wel op de lijst van rijksmonumenten staan en bleef behouden.
In eerste instantie werd er door architect Huysmans een kerk ontworpen waarbij het schip gedeeltelijk behouden bleef, maar de kosten voor herstel en voor de vervallen fundamenten maakten dat niet mogelijk. Het ontwerp voor het gebouw werd aangepast. De eerste steen werd op 27 oktober 1957 gelegd door deken Hoogers van Gronsveld. Op 13 juli 1958 werd de kerk in gebruik genomen door missiebisschop mgr. H. Paulissen. In de tussentijd werd er een loods van een bedrijf gebruikt voor de kerkdiensten. Ook de pastorie werd gesloopt omdat die het zicht ontnam op de kerk. Ze werd vervangen door een gebouw naar het ontwerp van Huysmans. De architect verzorgde ook de restauratie van de toren.